# Rocznik Kaliski
Rocznik Kaliski – czasopismo naukowe, rocznik wydawany od 1968 w Kaliszu przez miejscowy oddział Polskiego Towarzystwa Historycznego.
Pierwsze posiedzenie komitetu redakcyjnego „Rocznika Kaliskiego” odbyło się 6 marca 1964, uczestniczyli w nim Krzysztof Dąbrowski, Aleksander Gieysztor, Gerard Labuda, Wiktoria Kunicka (sekretarz) i Władysław Rusiński (redaktor). Na posiedzeniu ustalono nazwę czasopisma i postanowiono traktować je jako kontynuację Osiemnastu wieków Kalisza, publikacji wydanej w latach 1960–1962 pod redakcją Aleksandra Gieysztora. Od 1969 w pracach komitetu redakcyjnego udział brał Andrzej Nowak.